# الدوري البرتغالي الممتاز 2021–22
الدوري البرتغالي الممتاز 2021–22 (بالبرتغالية: Primeira Liga de 2021–22‏) هو الموسم الثامن والثمانين من الدوري البرتغالي الممتاز، الدوري الاحترافي الأعلى لأندية كرة القدم البرتغالية، والموسم الأول تحت لقب الدوري البرتغالي الممتاز الحالي. كان هذا هو الموسم الخامس من الدوري البرتغالي الممتاز الذي يستخدم تقنية حكم الفيديو المساعد (VAR). تم إصدار تواريخ بداية ونهاية الموسم في 21 مايو 2021،  وتم إصدار المباريات في 8 يوليو 2021. 
كان نادي سبورتينغ لشبونة هو حامل اللقب، بعد فوزه بلقب الدوري البرتغالي الممتاز للمرة التاسعة عشرة وأول لقب له منذ موسم 2001–02 في الموسم السابق. انضم إستوريل وفيزيلا وأروكا إلى الأندية الصاعدة من ليغا برو 2020–21. حلوا محل فرق فارينسي وناسيونال وريو أفي، التي هبطت إلى دوري الدرجة الثانية البرتغالي في الموسم السابق.
شهد هذا الموسم عودة الجماهير بكامل طاقتها، بعد أن أقيم الثلث الأخير من موسم 2019–20 وموسم 2020–21 بالكامل بحضور محدود أو بدون حضور بسبب القيود الناجمة عن جائحة كوفيد-19 في البرتغال. 
حصل بورتو على لقبه الثلاثين في الدوري قبل مباراة واحدة من النهاية، بعد فوزه 1–0 خارج أرضه على منافسه بنفيكا في 7 مايو 2022. 